# Iglesia de Santa María de Arbis
La iglesia de Santa María de Arbis es una iglesia situada en la localidad de Baquerín de Campos, provincia de Palencia, España, declarada bien de interés cultural el 16 de julio de 1992.

## Descripción
La iglesia de Santa María de Arbis se sitúa en el límite oeste del pueblo de Baquerín de Campos, en plena Tierra de Campos. 
Varios estilos y épocas configuran este templo. De amplias proporciones, planta de cruz de latina, su estructura está realizada en estilo gótico muy tardío, con gran influencia renacentista, su construcción se puede situar en el siglo XVI.
En el interior, amplia cabecera ochavada precedida de un crucero con brazos de escasa profundidad, todo ello cubierto con bóvedas estrelladas de traza gótica, con detalles ornamentales renacentistas que tienen su máximo alarde en la sacristía, de planta rectangular, fechada en 1536.
Las naves están cubiertas por un artesonado de yesería de estilo barroco, de finales del siglo XVII y comienzos del XVIII. Abriéndose en el primer tramo las portadas de acceso al templo, interiormente protegida por cancelas. En el último tramo se sitúa el coro, apoyado en tres arcos de medio punto, formando tres recintos cubiertos por bóvedas de arista; a través del recinto central se accede al baptisterio, cubierto con bóveda de cañón.
Exteriormente, el elemento más destacado es su esbelta torre, barroca del siglo XVIII, de tres cuerpos.
En la fachada oeste del primer cuerpo se abre una amplia ventana con arco de medio punto, que da luz al baptisterio, por encima un oculo que da al coro; en el segundo cuerpo, otra ventana con arco de medio punto, cegada; en el último cuerpo, dobles arcos en cada una de las caras, rematándose con cupulin y linterna.
El pórtico, situado en el lateral sur de la nave, está dividido en dos partes: la que cubre la portada de acceso al templo, con arco de medio punto y bóveda de aristas con yeserías, y el troje, realizado en ladrillo apilastrado, con ventana centrada, para dar luz al interior. Las dos portadas de acceso al templo son sencillos arcos de medio punto, decorados en su parte superior con una hornacina.